# Zemitz
Zemitz (pol. Siemice) – gmina w Niemczech w kraju związkowym Meklemburgia-Pomorze Przednie, w powiecie Vorpommern-Greifswald, wchodzi w skład Związku Gmin Am Peenestrom. Na wschodzie graniczy z Ciesniną Piany (Peenestrom). Przez teren gminy przepływa potok Brebowbach, leży tutaj również jezioro Hoher See.
Na północ od gminy przebiega droga krajowa B111.